# Jobabo
Jobabo es un municipio y ciudad en la Provincia de Las Tunas de Cuba. Está localizada en la parte sureste de la provincia, 36 km al sur de Las Tunas, la capital provincial.
Jobabo es nombrada así de la palabra en taíno jobabol, que significa "un lugar donde crecen muchos árboles de jobo".

## Demografía
En 2004 el municipio de Jobabo tenía una población de 49 403 habitantes, mientras que en 2009 tenía 47 580 habitantes, en 2010 tenía 47 350 habitantes, y en 2017, tenía 43.123 habitantes. Con un área total de 885.4 km², tiene una densidad de población de 53.5 habitantes/km².

## Historia
A comienzos del siglo XVI, tiempo en que arribaron los españoles para colonizar, había asentamientos aborígenes en las orillas del río Jobabo, en un lugar conocido como Caobilla, en el cual se les obligó eventualmente a lavar oro. En el año 1533 se produjo ahí mismo la primera sublevación de esclavos en Cuba, que fue reprimida. Existieron otros establecimientos de personas ubicados en Zabalo y Virama.
Entre 1510 y 1607, Jobabo fue parte de la Villa de Bayamo. Entre 1607 y 1868 formó parte de la Gobernación de Santiago de Cuba. Entre 1868 y 1902, el territorio perteneció al Departamento Provincial Oriental y entre 1902 y 1974, en un periodo de la historia territorial de Cuba en el que se dividió el país en seis provincias, integró a la antigua provincia Oriente. Tras la reorganización del territorio de 1976, formó parte como municipio de la nueva provincia de Las Tunas.
```
 En Jobabo se encuentra el mayor reservorio de Cocodrilos Acutus en Latinoamérica
```